# Cheile Siloșului
Cheile Siloșului alcătuiesc o arie protejată de interes național ce corespunde categoriei a IV-a IUCN (rezervație naturală de tip geologic), situată în vestul Transilvaniei, pe teritoriul județului Alba.

## Localizare
Aria naturală se află în extremitatea nordică a județului Alba (în Munții Trascăului), pe partea estică a Masivului Bedeleu, în bazinul superior al părâului Siloș (un mic afluent al văii Aiudului), pe teritoriul administrativ al comunei Rimetea (în vestul satului Colțești)

## Descriere
Rezervația naturală a fost declarată arie protejată prin Legea Nr.5 din 6 martie 2000, publicată în Monitorul Oficial al României, Nr.152 din 12 aprilie 2000, privind aprobarea Planului de amenajare a teritoriului național - Secțiunea a III-a - zone protejate și are o suprafață de 3 ha.
Arealul este inclus în situl de importanță comunitară Munții Trascăului și reprezintă o zonă de chei cu abrupturi calcaroase (pe partea stângă a văii) și  rupturi de pantă, cu zone împădurite și fânețe.

## Biodiversitate
În arealul rezervației au fost identificate 5 de tipuri de habitate de interes comunitar (Păduri de fag de tip Asperulo-Fagetum; Comunități de lizieră cu ierburi înalte higrofile de la câmpie până în etajele montan și alpin; Versanți stâncoși cu vegetație chasmofitică pe roci calcaroase; Grohotișuri și lespezi calcaroase și Peșteri în care accesul publicului este interzis); ce adăpostesc o gamă diversă de floră și faună specifică lanțului carpatic al Occidentalilor.
Vegetația lemnoasă are în componență arbori și arbusti cu specii de: fag (Fagus sylvatica), în amestec cu gorun (Quercus petraea), mesteacăn (Betula pendula) sau paltin de munte (Acer pseudoplatanus); pâlcuri sporadice de conifere cu larice (Larix) și pin (Pinus L.), răchită (Salix hastata, Salix retusa), arin de munte (Alnus viridis), arin negru (Alnus glutinosa), mur (Rubus fruticosus), zmeur (Rubus idaeus), măceș (Rosa canina). 

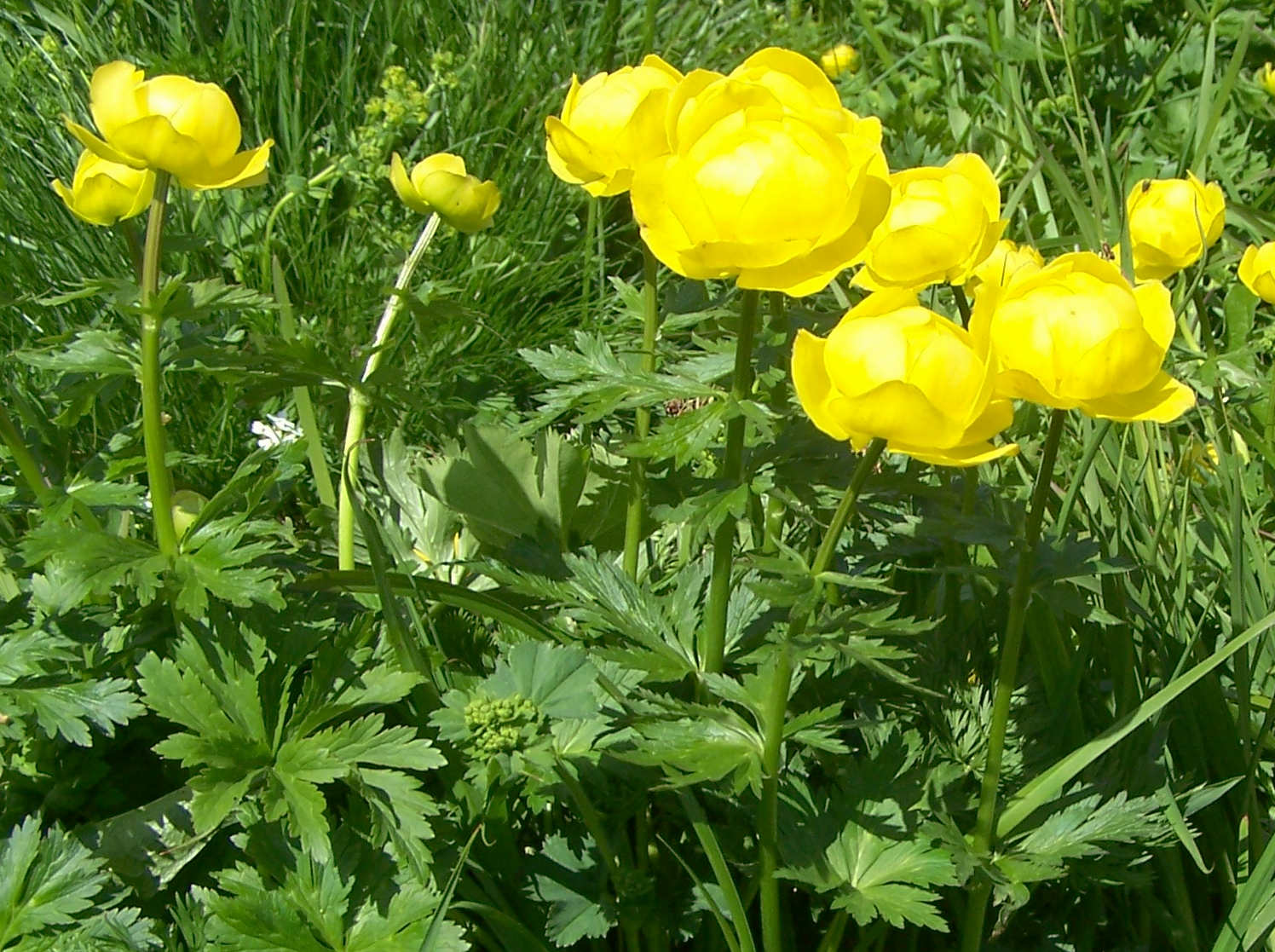
Bulbuci de munte (Trollius europaeus)

La nivelul ierburilor sunt întâlnite mai multe elemente floristice cu specii și subspecii de: feriguță (Asplenium ruta muraria), stânjenel mic de munte (Iris ruthenica), mătăciune (Dracocephalum austriacus L.), bulbuc de munte (Trolius europaeus), căpșunică (Cephalanthera damasonium), gențiană (Gentiana cruciata), crin de pădure (Lilium martagon), trânji (Neottia nidus-avis), lumânărica pământului (Gentiana asclepiadea), limba cerbului (Phyllitis scolopendrium), șofrănel (Carthamus tinctorius), ruginiță (Asplenium ruta-muraria), iarba-cășunăturii (Saxifraga cuneifolia) sau curpen de munte (Clematis alpina).
Fauna rezervației are în componență o gamă diversă de specii (mamifere, păsări, reptile, amfibieni, insecte), dintre care unele protejate prin Directia Consiliului European 92/43/CE (privind conservarea habitatelor naturale și a speciilor de faună și floră sălbatică) sau aflate pe lista roșie a IUCN.
Mamifere cu specii de: urs brun (Ursus arctos), lup (Canis lupus), râs eurasiatic (Lynx lynx), vulpe roșie (Vulpes vulpes); 
Specii de păsări protejate prin Directiva Consiliului European 2009/147/CE (anexa I-a) din 30 noiembrie 2009 (privind conservarea păsărilor sălbatice): uliu păsărar (Accipiter nisus), acvilă-țipătoare-mică (Aquila pomarina), acvilă de munte (Aquila chrysaetos), șoim călător (Falco peregrinus), muscar-gulerat (Ficedula albicollis), ciocănitoare cu spate alb (Dendrocopos leucotos), ciocănitoare neagră (Dryocopus martius), ciocănitoarea verzuie (Picus canus), ciocârlia de pădure (Lullula arborea), viespar (Pernis apivorus), alunarul (Nucifraga caryocatactes); 
Reptile și amfibieni: șarpele de alun (Coronella austriaca), viperă (Vipera berus), gușter (Lacerta viridis), șopârla de ziduri (Podarcis muralis), ivorașul-cu-burta-galbenă (Bombina variegata), broasca roșie de munte (Rana temporaria), brotacul-verde-de-copac (Hyla arborea), broasca-roșie-de-pădure (Rana dalmatina), tritonul cu creastă (Triturus cristatus) și tritonul comun transilvănean (Triturus vulgaris ampelensis); 
Nevertebrate cu specii de: rădașcă (Lucanus cervus), croitorul cel mare al stejarului (Cerambyx cerdo), croitorul de fag (Rosalia alpina),

## Monumente și atracții turistice
În vecinătatea rezervației naturale se află câteva obiective de interes istoric, cultural și turistic; astfel:

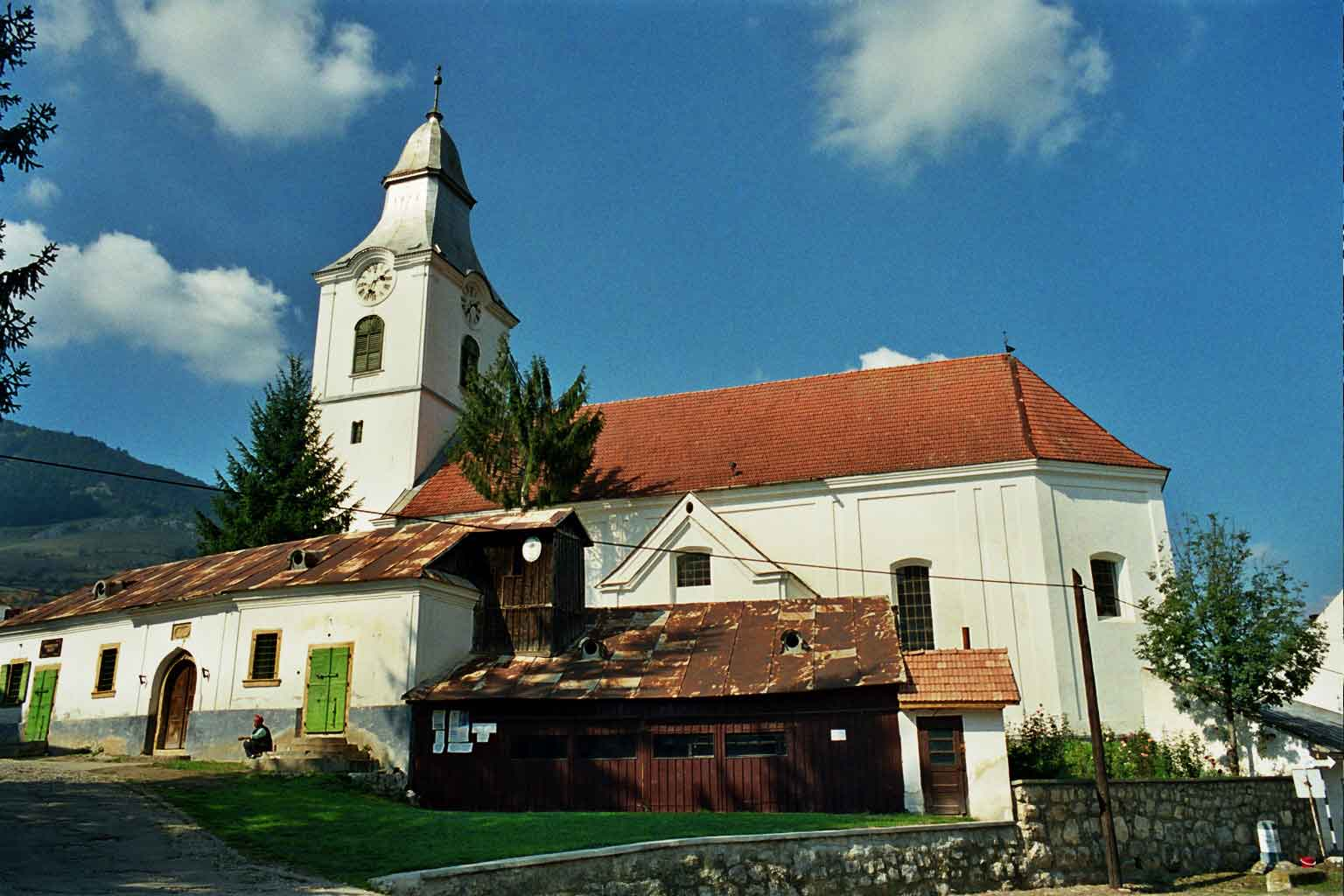
Biserica unitariană din Rimetea

- Biserica romano-catolică din Colțești, construcție 1727, monument istoric (cod LMI AB-II-m-A-00209.01).
- Biserica unitariană din satul Rimetea, construcție secolul al XVII-lea.
- Situl rural Rimetea, construcție sec. XVIII - XIX, monument istoric (cod LMI AB-II-s-A-00268).
- Cetatea nobiliară Colțești (Sângeorgiu- Trăscău), construcție sec. XIII-XV, monument istoric (cod LMI AB-II-m-A-00208).
- Rezervațiile naturale Cheile Vălișoarei și Cheile Plaiului.
- Munții Trascăului - sit de importanță comunitară (93.189 hectare) inclus în rețeaua ecologică Natura 2000 în România.
- Situl arheologic de la Rimetea (fortificație - Latène, Cultura geto - dacică și cetate din Epoca medievală).